# Pascal Paoli
Pour les articles homonymes, voir Paoli.
Filippo Antonio Pasquale de' Paoli, dit Pascal Paoli, né le 6 avril 1725 à Morosaglia (Corse qui à l'époque était partie intégrante de la république de Gênes) et mort le 5 février 1807 à Londres (Royaume-Uni), est un homme politique, philosophe et militaire corse.
Paoli fut le principal opposant à la domination génoise au XVIIIe siècle puis à la conquête française de l'île en 1769. En 1755, en pleine guerre d'indépendance corse, il fut élu général de la nation et proclame l'indépendance de l'île. La République corse fut la plus longue expérience d'indépendance et Paoli mit sur pied les bases d'un État moderne, notamment en rédigeant presque intégralement la Constitution corse.
La République corse (1755-1769) était une démocratie représentative affirmant que la Diète des représentants corses élus n'avait pas de maître. Paoli occupait ses fonctions par élection et non par nomination. Il était ainsi commandant en chef des forces armées et premier magistrat. Le gouvernement de Paoli revendiquait la même juridiction que la République de Gênes. En termes d'exercice de fait du pouvoir, les Génois détenaient les villes côtières, qu'ils pouvaient défendre depuis leurs citadelles, mais la République corse contrôlait le reste de l'île depuis Corte, sa capitale.
Après la défaite des forces corses à la bataille de Ponte-Novo, il fut contraint de s'exiler en Grande-Bretagne où il devint une figure célèbre. Il revint dans son île natale au début de la Révolution française, qu'il soutint dans un premier temps. Il rompit plus tard avec les révolutionnaires et contribua à la création du royaume anglo-corse, un régime sous protectorat britannique qui dura de 1794 à 1796 qui sera renversé par des Corses rebelles et l'arrivée des troupes françaises. Un an avant la réoccupation de l'île par la France, il s’exila de nouveau en Grande-Bretagne, où il mourut en 1807.
La figure de Paoli fut un modèle pour beaucoup, y compris pour le jeune Napoléon Bonaparte, qui fut un patriote jusqu'à la rupture de la Corse avec la Révolution à l'été 1793. Néanmoins, les partisans de Paoli ne digérèrent jamais le ralliement précoce de la famille Bonaparte au royaume de France en 1769. De son côté, Napoléon ne dépassa jamais complètement son affection pour Paoli et eut des sentiments mitigés à son égard tout au long de sa vie.
Sa personnalité et son action intéressent bien au-delà des seuls Corses ou des historiens. Son fort attachement à son île natale et à sa culture font de lui une figure inscrite dans son temps et un homme des Lumières qui a tissé des relations d'amitié ou épistolaires à travers toute l'Europe.

## Origines et formation

### Origines familiales

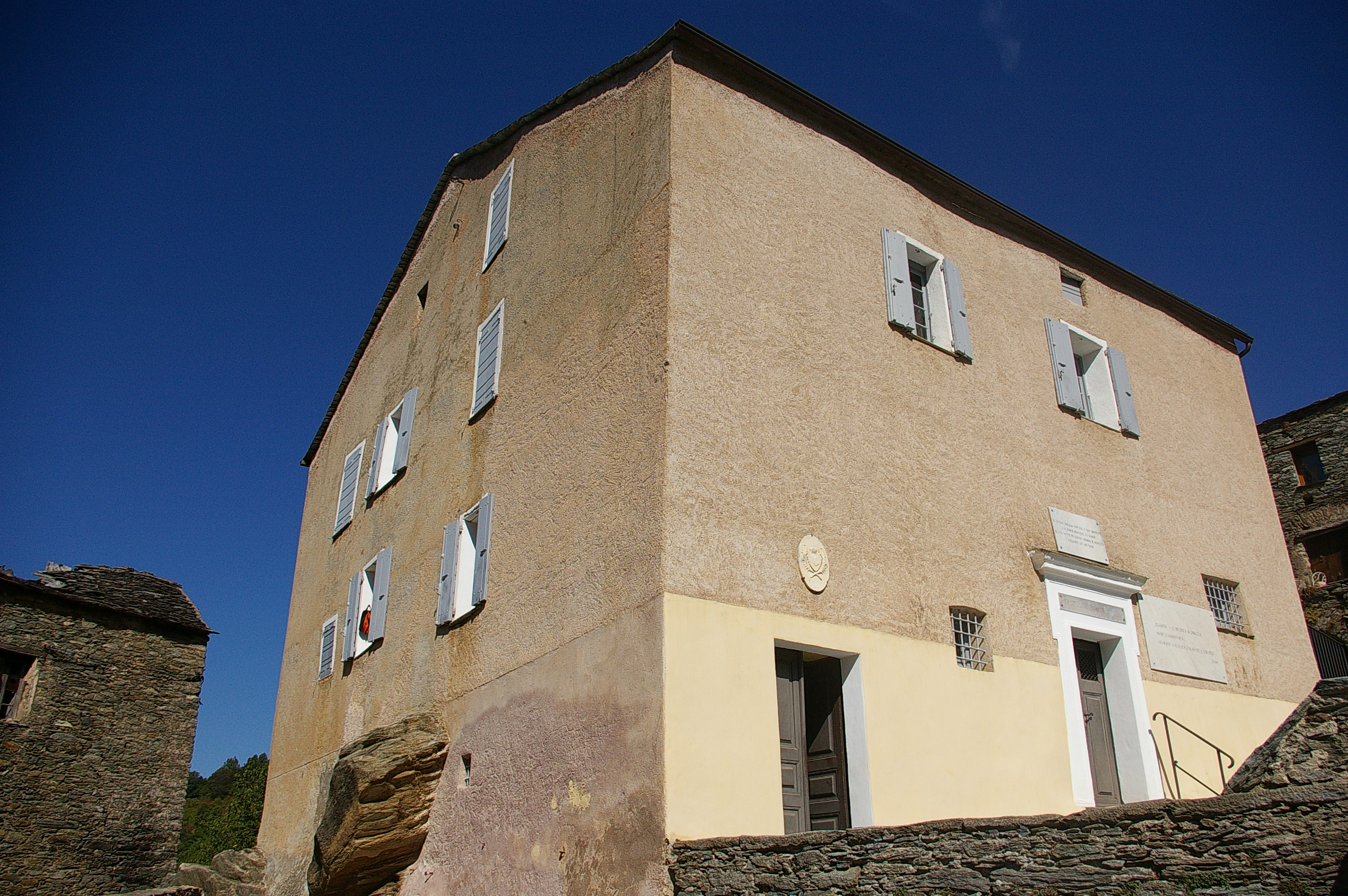
Maison natale de Paoli, devenue aujourd'hui un musée.

Pascal Paoli (Pasquale en italien) naquit le 6 avril 1725 à Morosaglia, un petit village corse situé au nord-est de Corte dans la région de la Castagniccia, où se trouve la piève du Rostino. Il est le plus jeune des enfants de Hyacinthe Paoli (Giacinto en italien, Ghjacintu en corse), un patriote corse et militaire renommé, et de Dionisia Valentini. Les De Paoli font partie des notables insulaires grâce à sa mère, issue d'une vieille famille de caporali du quartier de Pastoreccia à Castello-di-Rostino, dont les ancêtres ont participé à la révolte de 1358, qui fut réprimée par Gênes et détruisit la seigneurie locale. En 1729, année de la rébellion dont Hyacinthe Paoli participa, les Génois étaient considérés comme défaillants dans leur tâche de gouvernement. Les principaux problèmes résidaient dans le taux élevé de meurtres dû à la pratique de la vendetta, les raids des pirates barbaresques dans les villages côtiers, les impôts exorbitants et la dépression économique.
Dès sa naissance, Pascal Paoli est plongé dans un environnement où l'amour pour son pays et le désir de liberté sont omniprésents. Mais son enfance prend rapidement une tournure difficile : en 1739, alors qu'il n'a que 14 ans, sa famille est contrainte à l'exil en Italie, suite à l’échec de la révolte corse contre la domination génoise, jugée cruelle et tyrannique. Son père a failli être arrêté par les forces génoises, en novembre 1733, et n'était au départ guère partisan de la révolte de 1729. C'est le marquis de Maillebois, le chef du corps expéditionnaire français, qui a négocié le départ des chefs des insurgés avec Gênes, mais il n'a pas été sans contrainte. Plusieurs chefs ou proches des insurgés ont vu leurs biens détruits par les troupes françaises. Le départ à Naples a lieu le 7 juillet 1739. Le frère aîné de Pascal, Clemente, resta au pays comme agent de liaison auprès de la diète révolutionnaire, ou assemblée du peuple.

### Exil napolitain et formation
L'exil en Italie n’est pas seulement un éloignement physique de sa terre natale, mais aussi une immersion dans un monde où les idées des Lumières commencent à se répandre. Le jeune Paoli, bien que privé de sa terre, s’imprègne des idées progressistes de l’époque, notamment celles prônant la liberté, l’égalité et la souveraineté des peuples. Ces années en Italie vont profondément influencer sa vision politique et nourrir son rêve d'une Corse libre.
En Italie, Hyacinthe Paoli veille à ce que son fils reçoive une éducation de qualité, qui sera la clé de son développement intellectuel et politique. Il envisage que son fils devienne prêtre. Pascal Paoli est admis à l'École militaire royale de Naples, où, entre 1745 et 1749, il étudie les sciences, la philosophie, et la littérature. Il est particulièrement influencé par les travaux des philosophes des Lumières, tels que Montesquieu et Rousseau, qui prônent la séparation des pouvoirs et les droits naturels de l'homme. La traduction italienne de De l'esprit des lois paraît en 1751. C'est également un lecteur attentif de Machiavel,. Son professeur est Antonio Genovesi, l'un des intellectuels les plus en vue d'Italie à cette époque,. Il est également un grand lecteur des auteurs antiques, notamment Polybe, Plutarque ou encore Tite-Live. L'exil le rapproche de son père, avec lequel les rapports étaient plus distants jusqu'alors,.
Durant son adolescence, Paoli développe une grande maîtrise des langues, dont l'italien, le français, et le latin, ce qui lui permet de s’ouvrir aux pensées européennes. Cette éducation rigoureuse va forger en lui une pensée politique avancée, caractérisée par une forte aspiration à la justice sociale et à la liberté.
En 1741, il intègre le régiment Corsica, dont les officiers sont également corses. Il réside à Gaète avec son unité entre 1742 et 1743 avant de retourner à Naples. Il ne quitte pas son régiment jusqu'en 1749, mais se montre insatisfait de son évolution, même s'il est très bien noté par ses supérieurs,. Lorsque son régiment est réformé en juillet 1749, il est transféré dans un autre régiment, le Real Farnese qui est stationné en Sicile. Là encore, beaucoup d'officiers sont originaires de Corse. Pendant un temps, Paoli songe à s'engager dans l'armée française. Mais cette envie est passagère, car Paoli ne songeait qu'à retourner dans son île natale. La mort de Jean-Pierre Gaffory, l'un des chefs insurgés corses, tué dans une embuscade en octobre 1753, va précipiter ce retour,.
La Corse fut ensuite distraite par la guerre de Succession d'Autriche, au cours de laquelle des troupes de plusieurs pays occupèrent temporairement les villes corses. À Naples, Hyacinthe, percevant le talent de son fils, ne ménagea aucun effort ni aucune dépense pour son éducation, qui fut principalement classique. Le mouvement des Lumières dont Pasquale allait faire partie était néoclassique dans son art, son architecture et ses sentiments. Paoli aurait entendu un jour un vieil homme réciter Virgile sur la route, s'était approché de lui par derrière, lui avait donné une tape dans le dos et avait repris sa récitation là où l'autre s'était arrêté.
Les exilés corses en Italie cherchaient de l'aide pour la révolution, notamment un général compétent. En 1736, les exilés de Gênes avaient découvert Théodore de Neuhoff, un soldat de fortune qu'ils souhaitaient faire roi, mais il échoua et, en 1754, il croupit dans une prison pour dettes à Londres. Le jeune Pascal suscita l'intérêt lorsque, s'opposant à un projet visant à demander aux Chevaliers de Malte de prendre le commandement, il élabora un plan pour un gouvernement corse autochtone. Cette année-là, Hyacinthe, convaincu que Pascal était prêt à supplanter Theodor, écrivit à Vincente pour lui recommander la tenue d'élections générales. Les élections populaires convoquées par Vincente à Caccia firent de Pasquale le général en chef de Corse, commandant de toute la résistance. Clemente, le frère aîné, prépara le retour de Pascal en Corse.
À cette époque, la Corse était encore sous l'influence de clans rivaux, de sorte que seuls les clans des hautes terres avaient voté. Les habitants des plaines organisèrent alors leurs propres élections et élirent Mariu Emmanuele Matra comme commandant, Matra, pour asseoir son hégémonie, attaqua aussitôt les partisans de Paoli, déclenchant une guerre civile, la guerre paoliste-matristre.
La tâche suivante de Paoli fut de confiner les Génois dans leurs citadelles. Sa seconde mission fut d'élaborer une constitution qui, une fois ratifiée par la population en 1755, instaura une nouvelle république, une démocratie représentative. La première élection de Paoli fit de lui le président, supplantant son ancien poste.

## Chef de la Corse indépendante (1755-1769)
Pascal Paoli est une figure emblématique de l’histoire corse, reconnu pour son rôle crucial dans l’établissement d’un État corse indépendant et démocratique entre 1755 et 1769. Son leadership politique et ses réformes ont jeté les bases d'une expérience unique de souveraineté insulaire en Europe, à une époque où les idées des Lumières commençaient à se diffuser.

### Contexte de l'arrivée au pouvoir
Au milieu du XVIIIe siècle, la Corse était en proie à une lutte pour l'indépendance contre la république de Gênes, qui dominait l'île depuis plusieurs siècles. Le 14 juillet 1755, après des années de résistance sporadique et de guerre civile, Pascal Paoli est élu Général de la nation corse lors de la consulte d'Orezza, après avoir battu l'autre candidat, Marius Emmanuel Matra, qui fût nommé Général de la nation par des opposants à Paoli. Paoli devint de facto le leader de l'île et entreprit de mettre en place un État indépendant.

### La mise en place d'un État indépendant

Le drapeau de la République corse (1755-1769)

L'une des réalisations les plus remarquables de Pascal Paoli fut l'élaboration de la Constitution corse en 1755, souvent considérée comme l'une des premières constitutions démocratiques de l'époque moderne. Ce document instituait un régime républicain avec une séparation des pouvoirs, en partie inspiré par Montesquieu. Paoli souhaitait créer un État moderne, basé sur le droit et la participation populaire. Conformément à la Constitution, Paoli est nommé général en chef à vie.
En novembre 1755, le peuple corse ratifia une constitution proclamant la Corse nation souveraine, indépendante de la République de Gênes. Il s'agissait de la première constitution rédigée selon les principes des Lumières. Le nouveau chef d'État, appelé le Général Paoli, fut élu face à son rival Emmanuele Matra par les représentants des pievi (68 anciennes unités administratives, chacune regroupant plusieurs paroisses), bien que seulement 16 des 68 soient représentées. Le président et auteur de la constitution s'employa à construire un État moderne. Linda Colley attribue à Paoli la rédaction de la toute première constitution écrite d'un État-nation.
La Constitution prévoyait notamment :
- Une Assemblée législative élue par suffrage universel masculin (la Diète), ce qui était exceptionnel pour l’époque. Tous les hommes adultes âgés de 25 ans avaient le droit de vote[34], un droit qui ne sera instauré en France qu’en 1792.
- Un exécutif dirigé par le Général en chef, c'est-à-dire Paoli lui-même, assisté par un Conseil d'État qu'il préside[32].
- Un système judiciaire indépendant, garantissant le respect des lois et des libertés, où la peine de mort est instaurée notamment pour tenter d'enrayer le phénomène de vendetta, très présent sur l'île depuis le IXe siècle.

### Une œuvre politique volontariste

#### Politique économique et réformes administratives
Paoli entreprit également une série de réformes administratives et économiques pour renforcer la cohésion de l'État corse. Il mit en place une administration centrale efficace, basée à Corte, la capitale de facto de la Corse indépendante, puis de jure à partir de mai 1761. Cette administration centralisée était chargée de gérer les affaires courantes, de collecter les impôts, et de maintenir l'ordre.
Sur le plan économique, Paoli encouragea le développement de l'agriculture, vitale pour une île principalement rurale. Il introduisit des mesures pour améliorer la production agricole, comme la distribution de terres aux paysans et l'encouragement à la culture de nouveaux produits, tels que la pomme de terre. Ces réformes avaient pour but d’assurer l'autosuffisance de l'île et de réduire sa dépendance envers les importations.

#### Vers un État-nation
Paoli était convaincu que l'éducation était essentielle pour le développement de la Corse. En 1765, il fonda l'Université de Corte, la première institution d'enseignement supérieur sur l'île. Cette université devait former une élite intellectuelle corse capable de gouverner et de défendre les intérêts de la nation. Paoli soutint également l'enseignement primaire, afin que chaque citoyen puisse recevoir une éducation de base.
Paoli chercha à promouvoir une identité nationale corse forte, en encourageant l'usage de la langue corse et en développant une culture insulaire distincte. Cette approche visait à unir les Corses autour d'une identité commune, distincte de celle des Génois ou des autres puissances étrangères.

### Politique étrangère
Sur le plan international, Paoli chercha à obtenir la reconnaissance de l'indépendance corse par les grandes puissances européennes. Il envoya des émissaires en Angleterre, en France et dans d'autres pays, mais les grandes nations hésitèrent à reconnaître officiellement l'indépendance corse, de peur de se mettre à dos Gênes ou d'autres puissances.
Paoli renforça également les forces armées corses, organisant une milice nationale pour défendre l'île contre les tentatives de reconquête génoise. C'est la raison pour laquelle il fonde L'Île-Rousse en 1761, car les Génois restaient maîtres des autres villes portuaires. Cependant, il savait que la survie de l'indépendance corse dépendait aussi de l'appui extérieur.

### La chute du régime
Gênes s'avère incapable de reprendre la situation en main depuis la révolte de 1729, et se voit humiliée à deux reprises : d'abord en devant lever le siège de Furiani à l'été 1763 où les forces corses l'emportèrent en étant largement inférieures en nombre ; puis, en 1767, lorsque Paoli entreprit avec succès la conquête de l'île de Capraia. La sérénissime a sollicité l'aide du royaume de France à plusieurs reprises depuis 1738, y compris après 1755. Deux traités sont signés à Compiègne, en 1756 et 1764, la présence française étant seulement interrompue par le tournant de 1759 lors de la Guerre de Sept Ans. Ainsi, en 1768, Gênes vend ses droits de souveraineté sur l'île au royaume de France, ce qu'entérine le Traité de Versailles.
À l'intérieur, Paoli doit lutter contre les partisans génois, mais aussi contre le « parti français », très puissant en particulier dans le Delà des Monts (le sud de l'île). Son opposant lors de la consulte de juillet 1755, Mario-Emmanuel Matra, lui livre pendant deux ans une lutte acharnée avant d'être tué lors d'une retraite hasardeuse près d'Aléria. Hormis les villes côtières, Paoli contrôle la totalité de l'île à partir de 1762.
Des troupes sont déployées pour reprendre le contrôle de l'île. La résistance corse, bien que valeureuse en particulier lors de la bataille de Borgo, est surpassée par la supériorité militaire française. De plus, un complot est organisé pour tenter de livrer Paoli aux troupes françaises. Découverts, les instigateurs sont exécutés. La bataille de Ponte-Novo, le 9 mai 1769, est l'affrontement décisif où les forces corses sont vaincues par les troupes françaises dans un combat parfois confus. Cette défaite marque la fin de la République corse et l'annexion officielle de l'île par la France. Conscient que la lutte ne peut se poursuivre sans mettre en danger la population corse, Paoli décide de s'exiler en Angleterre. Ce choix est motivé par son désir de continuer la lutte pour l'indépendance à l'étranger et d'éviter une répression sanglante sur son île natale. Il quitte donc Corte pour Vivario, puis s'embarque à Porto-Vecchio le 13 juin 1769 en compagnie de 300 fidèles sur un navire anglais,.
De leurs côtés, les indépendantistes restants sur l'île mène une résistance contre l'occupation française jusqu'en 1789.

## Le premier exil (1769-1790)
Arrivé en Angleterre, Paoli est accueilli comme un héros. Il bénéficie du soutien de plusieurs personnalités influentes, telles que l'écrivain Samuel Johnson et l'homme politique Edmund Burke. Pendant son exil, il continue de promouvoir la cause de l'indépendance corse, tout en s'imprégnant des idées politiques anglaises. Il est souvent invité dans les cercles intellectuels londoniens, où il partage son expérience de la guerre pour l'indépendance et ses idées sur le gouvernement et la liberté.
L'exil permet également à Paoli de réfléchir sur les erreurs commises et de repenser ses stratégies. Il entretient une correspondance active avec ses partisans en Corse et en Europe, tentant de maintenir l'espoir d'une future libération de l'île.
À Londres, Paoli attira presque immédiatement l'attention du cercle Johnsonien, pour lequel sa personnalité expansive le rendait naturellement compatible. À l'époque où Paoli fit son entrée sur la scène, celle-ci avait en partie pris la forme du Club, composé principalement d'hommes prospères et d'esprit libéral. Des comportements tels que Paoli montrant son manteau criblé de balles à tous les visiteurs puis exigeant un pourboire pour l'observation amusaient le groupe, qui avait vu le jour au début de sa carrière et qui, selon son chroniqueur James Boswell, était lui-même dans le besoin.
Les mémoires de Paoli ont été consignés par Boswell dans son livre, An Account of Corsica.

## Le retour en Corse

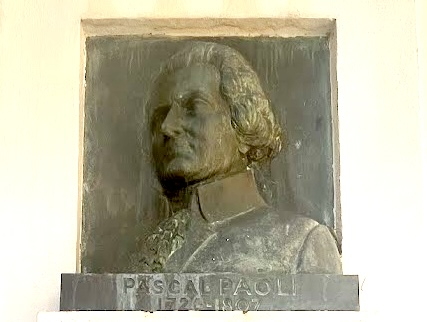
Bas-relief réalisé par Louis Patriarche situé sur le boulevard Paoli à Bastia.

## Le retour en Corse (1790-1795)

### Contexte politique
Au moment où Pascal Paoli revient en Corse, la France est en pleine Révolution. Les idéaux de liberté, d'égalité et de fraternité résonnent particulièrement avec les aspirations d'indépendance des Corses. Le décret du 30 novembre 1789, qui rattache officiellement la Corse à la France comme un département, est perçu par certains comme une opportunité d'intégrer les valeurs républicaines tout en maintenant une certaine autonomie insulaire. C'est dans ce contexte que Pascal Paoli est invité par l'Assemblée nationale à revenir en Corse, après plus de 20 ans d'exil en Grande-Bretagne.

### Le retour au pouvoir

#### L'arrivée triomphale
À l'époque de la Révolution française, le nom de Paoli était devenu une sorte d'idole de la liberté et de la démocratie. En 1790, l'Assemblée nationale révolutionnaire de Paris adopta un décret incorporant la Corse à la France, reproduisant pour l'essentiel l'œuvre de 1780, mais sous une nouvelle autorité. Il accorda l'amnistie aux exilés, et Paoli s'embarqua immédiatement pour la Corse. Il arriva à temps pour l'élection des officiers départementaux à Orezza, se présenta à la présidence et fut élu à l'unanimité. Napoléon Bonaparte, organisateur des élections et jacobin actif, ne se présenta pas à cette époque, mais il était un admirateur de Paoli aussi fervent que quiconque.

#### Un pouvoir contrarié
À son retour, Paoli s'efforce de mettre en place un gouvernement qui concilie les aspirations corses avec les idéaux révolutionnaires français. Il réorganise l'administration, renforce l'éducation et tente de moderniser l'île. Cependant, son désir d'autonomie pour la Corse le met en conflit avec le gouvernement révolutionnaire à Paris, notamment après la chute de la monarchie en 1792 et l'instauration de la Première République.
Les divisions se creusent entre les partisans d'une Corse plus autonome sous la protection de la France et ceux qui veulent une intégration plus complète au sein de la République. Paoli, en s'opposant aux Jacobins et à leur centralisation du pouvoir, commence à perdre le soutien du gouvernement français. Paoli rompit avec la Révolution française sur la question de l'exécution du roi et se rallia au parti royaliste. Il ne fit pas connaître publiquement ses vues, mais lorsque le gouvernement révolutionnaire lui ordonna de prendre la Sardaigne, il confia l'expédition à son neveu, avec l'ordre secret de perdre la bataille. Dans ce cas, il agissait en tant qu'agent britannique, car les Britanniques avaient des intérêts en Sardaigne qu'ils ne pourraient exploiter si les Français l'occupaient. Les tensions atteignent leur paroxysme en 1793, lorsqu'il est accusé de trahison par la Convention nationale en ayant fait échouer l'expédition de Sardaigne.
Il avait cependant aussi envoyé Napoléon Bonaparte comme colonel à la tête de deux compagnies de la garde corse (renforcées officieusement par 6 000 révolutionnaires de Marseille), qui participèrent à l'assaut de l'île de La Maddalena en février 1793. L'attaque échoua parce que le commandant, Petru Paulu Colonna-Cesari, ne prit pas les mesures militaires appropriées, parce que l'île avait été renforcée juste avant l'attaque, et parce que les défenseurs semblaient savoir exactement où et quand les révolutionnaires allaient frapper.
Napoléon comprit la situation dès la première confrontation avec son commandant et prit de facto le commandement, mais l'attaque échoua et il s'échappa de justesse. Furieux, après avoir été un fervent partisan et admirateur de Paoli, lui et toute la famille Bonaparte, ainsi que Christophe Saliceti (un député corse, Saliceti est alors un architecte de la Terreur) dénoncèrent Paoli comme traître devant la Convention nationale française. Des mandats d'arrêt furent émis et envoyés en Corse avec une force destinée à reprendre les citadelles aux royalistes  qui avaient supplanté les Génois après la vente de la Corse. La combinaison des paolistes et des royalistes vainquit les Bonaparte et les chassa de l'île. Paoli perd également nombre de ses plus proche allié en collaborant avec les britanniques, Jacques Pierre Abbatucci, Antoine Gentili et Ange-Mathieu Bonelli qui étaient des figures éminentes et des proches de Paoli à l'époque de la République corse, ont rejoints les révolutionnaires français.
Paoli convoqua ensuite une consulta (assemblée) à Corte en 1793, dont il assuma la présidence, et fit officiellement sécession de la France. Il demanda la protection du gouvernement britannique, alors en guerre contre la France révolutionnaire. En 1794, les Britanniques envoyèrent une flotte sous le commandement de l'amiral Samuel Hood. Cette flotte venait d'être chassée du port français de Toulon par une armée révolutionnaire, conformément au plan de Napoléon Bonaparte, pour lequel il fut promu général de brigade. Les royalistes de Toulon avaient également sollicité la protection britannique. Napoléon fut alors envoyé en Italie en tant que commandant des forces françaises.

#### L'appel à l'Angleterre
En 1794, face à la pression croissante de la France révolutionnaire, Paoli décide de s'allier aux Britanniques pour préserver l'indépendance de la Corse. Il négocie avec l'amiral britannique Samuel Hood pour que la Corse devienne un protectorat britannique, tout en conservant une large autonomie. En juin 1794, les troupes britanniques débarquent en Corse et, avec l'aide des Paolistes, chassent les forces républicaines françaises.
Une constitution est établie, et en 1794, le royaume anglo-corse est proclamé, avec Paoli comme président de l'Assemblée corse. Cependant, cette indépendance sous protection britannique est de courte durée. Paoli se retrouve rapidement marginalisé par les Britanniques, qui préfèrent traiter directement avec la noblesse corse. Le vice-roi Gilbert Elliot appuie ouvertement Charles André Pozzo di Borgo et obtient de William Pitt le Jeune le départ de l'île de Paoli en octobre 1795.
Cela ne constitua pas une intégration de la Corse à l'Empire britannique. Les relations entre le gouvernement de Paoli et les Britanniques ne furent jamais clairement définies, ce qui donna lieu à de nombreuses questions d'autorité. Finalement, la Couronne invita Paoli à démissionner et à retourner en exil en Grande-Bretagne avec une pension, ce qu'il fit, faute d'autre choix. Des Corses, de plus en plus furieux contre les Britanniques à cause de leur politique se soulèvent, tandis que Napoléon ordonne à Antoine Gentili de mettre au point une force d'expédition pour reprendre la Corse, tandis que Ange-Mathieu Bonelli un ancien proche de Paoli durant la guerre corso-génoise et partisan de la République corse, devenu adversaire du royaume anglo-corse et pro-français, est tué au combat à Vizzavona par les britanniques.
Peu de temps après la débâcle britannique, Antoine Gentili avec ses hommes trouvent des villes corses sans la moindre présence britannique, les Français reconquirent donc l'île, mettant fin à toute question de souveraineté corse jusqu'au XXe siècle.

## Second exil et dernières années (1795-1807)

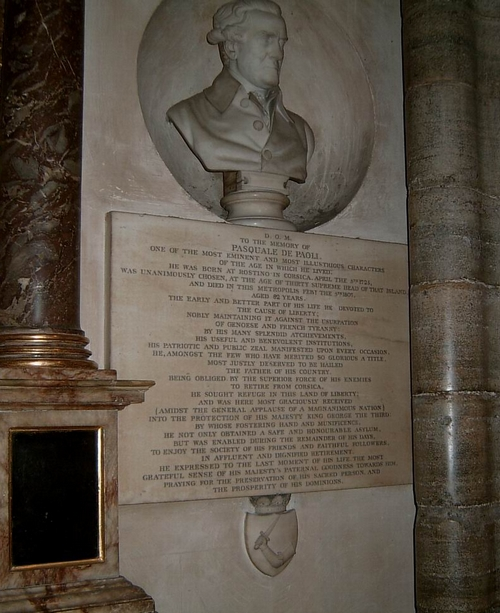
Le cénotaphe de Pasquale Paoli, dans l'abbaye de Westminster.

En juin 1795, Paoli décide de prendre du recul et se retire à Monticello. Quelques mois plus tard, il quitte l'île définitivement en embarquant à Saint-Florent le 14 octobre en direction de Livourne, première étape de son nouvel exil. Un an plus tard, le royaume anglo-corse est dissout par les britanniques à cause des multiples pressions française, espagnole mais surtout internes : les Corses se sont massivement rebellés avec le soutien français, mettant à mal le régime et ses alliés britanniques. 
En Angleterre, Paoli est accueilli en héros par certains cercles qui voient en lui un symbole de la lutte pour la liberté. Cependant, avec le temps, l'intérêt pour la cause corse s'effrite, et Paoli vit une existence relativement isolée. Il réside principalement à Londres, mais aussi dans d'autres localités anglaises, menant une vie discrète. Il consacre une partie de son temps à l'écriture et à la réflexion sur les événements tumultueux de sa vie et sur l'avenir de la Corse. Malgré la distance, il reste profondément attaché à son île, en suivant de près les évolutions politiques qui s'y déroulent.
Bien que loin de sa terre natale, Paoli demeure un personnage respecté. Il continue d'entretenir des relations avec des personnalités influentes de l'époque, notamment les cercles politiques et intellectuels anglais. Cependant, son rêve de voir une Corse indépendante s'éloigne de plus en plus. En 1796, Napoléon Bonaparte, un autre Corse qui avait pourtant été son protégé, prend le contrôle de l'île, scellant ainsi le destin de la Corse sous domination française. Le Premier consul tente d'ailleurs de le faire rentrer d'exil, mais Paoli s'y refusa.
Pascal Paoli passe les dernières années de sa vie dans une relative tranquillité, bien que son état de santé décline progressivement. En 1807, à l'âge de 81 ans, il s'éteint en Angleterre, loin de sa Corse bien-aimée, le 5 février 1807 vers 23 h 30. Ses funérailles sont discrètes, mais son héritage perdure. Bien que son rêve d'une Corse libre ne se soit jamais réalisé de son vivant, son nom reste gravé dans l'histoire comme celui du père de la nation corse.

## Vie personnelle
Pascal Paoli ne s'est jamais marié et, à notre connaissance, n'a pas eu d'héritier. Les informations sur sa vie intime sont largement inexistantes. Une rumeur a circulé selon laquelle il aurait eu une liaison avec Maria Cosway, mais cette affirmation est infondée. Robert Harvey affirme être homosexuel lorsqu'il évoque la façon dont Charles Bonaparte est devenu le secrétaire personnel de Paoli.

## Idéologie

### Libéralisme latin
Paoli était favorable au libéralisme, mais dans une conception collective et non individualiste. Il condamne les « riches fénéants » et le « vil argent ». Lorsqu'il était chef d'État de la République corse, il écrivit dans une lettre :

« Les républiques disparaissent lorsqu’on y trouve des particuliers si riches qu’ils imposent à la multitude au mépris du mérite et des lois. »

### Pan-italianisme
Dans la mesure où l'irrédentisme italien était un mouvement politique ou historique, Pasquale Paoli n'a rien eu à voir avec le mouvement qui s'est terminé par l'occupation de la Corse par les troupes fascistes italiennes à la fin de 1942, pendant la Seconde Guerre mondiale[réf. nécessaire].
Il ne fait aucun doute, cependant, que Paoli était sensible à la culture italienne et considérait sa langue maternelle comme un dialecte italien (le corse est une langue italique étroitement apparentée au toscan, au sicilien et, dans une certaine mesure, au sarde)[réf. nécessaire]. Il était considéré par Niccolò Tommaseo, qui a rassemblé ses lettres, comme l'un des précurseurs de l'irrédentisme italien. Le « Babbu di a Patria » (Père de la patrie), comme le surnommaient les Corses, écrivit dans ses lettres l'appel suivant en 1768 durant l'invasion française :

« Nous sommes Corses de naissance et de sentiment, mais nous nous sentons avant tout Italiens par la langue, les origines, les coutumes, les traditions ; et les Italiens sont tous frères et unis devant l'histoire et devant Dieu... En tant que Corses nous ne voulons être ni esclaves ni "rebelles" et en tant qu'Italiens nous avons le droit de traiter en égaux les autres frères italiens... Ou nous serons libres ou nous ne serons rien... Ou nous vaincrons ou nous mourrons (contre les Français), les armes à la main... La guerre contre la France est juste et sainte comme le nom de Dieu est saint et juste, et ici sur nos montagnes apparaîtra pour l'Italie le soleil de la liberté.... »

Paoli souhaitait que l'italien soit la langue officielle de sa République corse. Sa Constitution corse de 1755 fut rédigée en italien (le corse n'était pas une langue écrite à l'époque) et l'université éphémère qu'il fonda à Corte en 1765 utilisa l'italien comme langue d'enseignement[réf. nécessaire].

### Union avec la France
Durant le novte de 1789 sur la réunion de la Corse à la France, Paoli, initialement favorable à la Révolution française, écrit au président de la Constituante :  « ... En admettant la Corse parmi les provinces de la France, elle a trouvé le moyen le plus infaillible d'attacher les habitants de cette île au gouvernement français... ». Le 23 décembre 1789, il écrit à son ami Nobili-Savelli : « Notre peuple rompt ses chaînes, l'union libre à la nation française n'est pas la servitude, mais la participation de droit ».
Toutefois, par la suite, du fait de la Terreur, Paoli s'écarte de la France révolutionnaire et, en 1793, du fait de la menace qui pèsera sur lui et son proche allié Charles André Pozzo di Borgo, tous deux considérés comme « traître à la République française », le menant à s'allier avec les Britanniques pour fonder le royaume anglo-corse.

### Sentiment pro-britannique
Alors qu'il faisait son premier exil à Londres, après une série d'entretiens avec le roi George III, Paoli reçut une pension de la Couronne, à la condition que, s'il retournait un jour en Corse en position d'autorité, il soutiendrait les intérêts britanniques. Cet arrangement n'était cependant pas cynique. Paoli devint sincèrement pro-britannique et éprouva une affection sincère pour ses nouveaux amis, dont le roi, une prédisposition qui, lors de la Révolution française, au moment de la Terreur, le conduisit dans le camp royaliste (également  soutenu par les Britanniques) contre la République durant les guerres de la Révolution française. Cet arrangement ne constituait pas non plus un traité, car à l'époque, ni Paoli ni le roi George III n'avaient aucune idée de l'avenir. Cela a toutefois conduit au royaume anglo-corse en 1794.
Napoléon, en permission de son régiment d'artillerie, retourna au régiment d'Auxonne, où il travaillait à une Histoire de la Corse. Écrivant à Paoli, il lui demanda son avis sur certains passages et lui demanda des documents historiques. Les divergences entre les deux hommes devinrent apparentes. Paoli jugea l'histoire amateur et trop passionnée et refusa les documents ; Napoléon, à ce stade, ignorait tout des liens royaux de Paoli en Grande-Bretagne, ni de ses sentiments modérés, voire bienveillants, envers la royauté.
Les liens avec les Britanniques seront très impopulaires parmi les anciens compagnons de Paoli, et nombre d'entre eux deviendront des adversaires du royaume anglo-corse, comme Jacques Pierre Abbatucci, Antoine Gentili ou Ange-Mathieu Bonelli, tout trois d'anciens fidèles de Paoli à l'époque de la République corse.

## Hommages

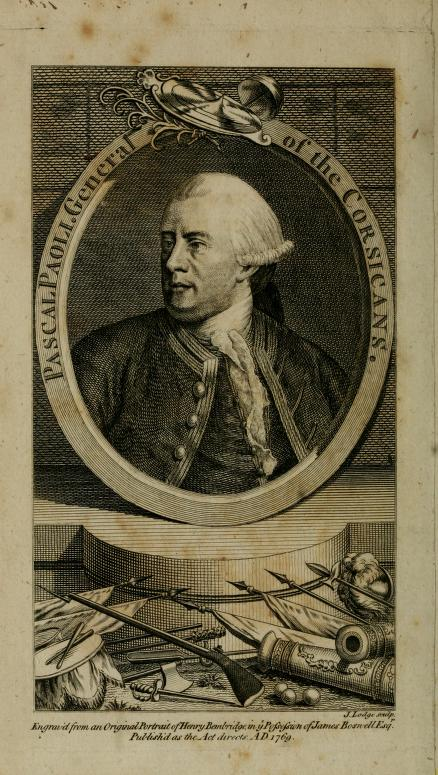
Illustration à l'effigie de Paoli gravée sur la page du livre An Account of Corsica de 1768.

De son vivant, durant son premier exil après la conquête française de la Corse, Paoli fût célébré par de nombreux britanniques. James Boswell a écrit un recueil sur la Corse, Un récit de la Corse (en anglais : An Account of Corsica), un journal parlant de l'expérience de Boswell durant l'ère de la République corse ainsi que ses conversations avec Paoli, qui a permis aux britanniques de sympathiser pour les Corses.
Le mouvement américain des Fils de la Liberté s'inspirait de Paoli. Ebenezer McIntosh (en), l'un de ses chefs, nomme son fils Paschal Paoli McIntosh en son honneur.
Depuis sa mort à Londres en 1807, Pascal Paoli a été célébré à maintes reprises, aussi bien en Corse qu'ailleurs, à travers des cérémonies, des monuments, et des écrits. Ces hommages posthumes témoignent de l'impact profond qu'il a eu sur son peuple et au-delà.

### Le retour des cendres
L'un des hommages les plus significatifs à Pascal Paoli a été le retour de ses cendres en Corse, le 6 septembre 1889. Ses restes, rapatriés depuis Londres, ont été inhumés dans sa maison natale à Morosaglia, transformée depuis en musée en son honneur. Cet événement a été marqué par une grande ferveur populaire et a renforcé l'attachement des Corses à leur héros national.

### Monuments et lieux

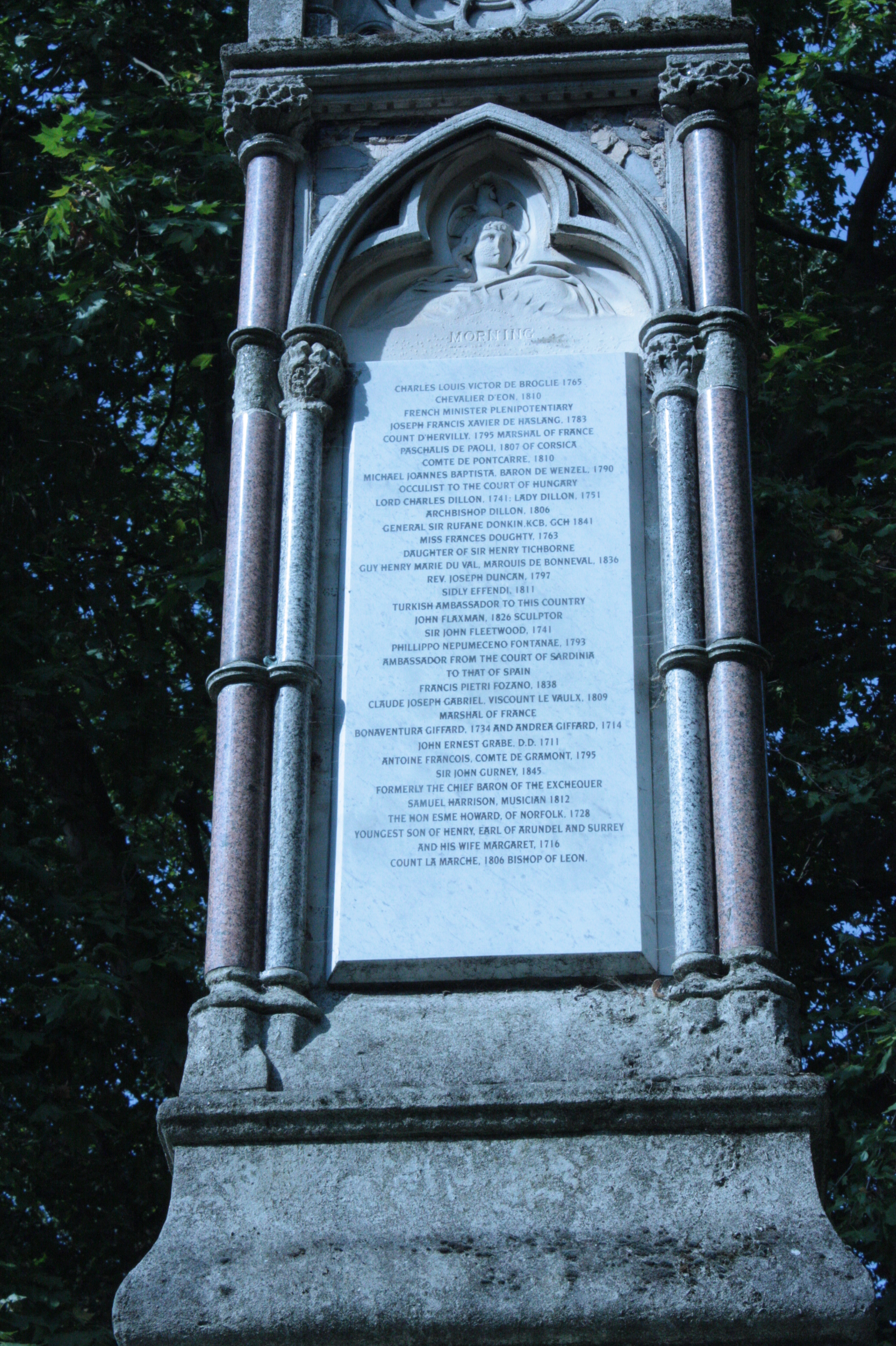
Le nom de Paoli figure sur la face sud du Mémorial de Burdett-Coutts à Londres.

De nombreuses écoles, places, rues et institutions portent son nom, non seulement en Corse, mais aussi en France et à travers le monde. Ces lieux sont autant de témoignages de la vénération portée à Paoli et de la volonté de perpétuer son souvenir. Par exemple à Paris, le quai de la Corse-Pasquale-Paoli.
Plusieurs lieux aux États-Unis portent également son nom. Parmi ceux-ci :
- Paoli (Colorado)
- Paoli (Indiana)
- Paoli (Oklahoma)
- Paoli (Pennsylvanie), qui doit son nom à la « Taverne du Général Paoli », point de rencontre des Fils de la Liberté et hommage au « Général des Corses ».

### Manifestations culturelles
Chaque année, des commémorations sont organisées pour célébrer la mémoire de Pascal Paoli, notamment le 6 avril, jour de sa naissance. Ces événements incluent des conférences, des colloques, des expositions et des manifestations culturelles qui mettent en lumière son œuvre et son héritage.
En 2007, à l'occasion du bicentenaire de sa mort, la Corse a rendu un hommage exceptionnel à Paoli, avec une série d'événements qui ont réuni historiens, écrivains, artistes, et politiciens. Ce bicentenaire a été l'occasion de revisiter son héritage et d'examiner l'actualité de ses idées dans le contexte contemporain.
Pascal Paoli a également fait l'objet de nombreuses études historiques et de biographies qui ont cherché à comprendre et à analyser son rôle dans l'histoire de la Corse et de l'Europe. Ces ouvrages, écrits par des historiens, des politologues, et des écrivains, ont contribué à faire de Paoli une figure incontournable de l'histoire européenne.

## Œuvres
- Pasquale Paoli et Antoine-Marie Graziani (Éditeur scientifique), Correspondance, vol. 1, Alain Piazzola : Istituto Storico per l'Età Moderna e Contemporanea, 2003 (ISBN 978-2-907161-89-3, lire en ligne)
- Pasquale Paoli et Antoine-Marie Graziani (Éditeur scientifique), Correspondance, vol. 2, A. Piazzola, 2005 (ISBN 978-2-907161-89-3, lire en ligne)
- Pasquale Paoli et Antoine-Marie Graziani (Éditeur scientifique), Correspondance, vol. 3, A. Piazzola, 2007 (ISBN 978-2-915410-38-9, lire en ligne)
- Pasquale Paoli et Antoine-Marie Graziani (Éditeur scientifique), Correspondance, vol. 4, A. Piazzola, 2010 (ISBN 978-2-915410-83-9, lire en ligne)
- Pasquale Paoli et Antoine-Marie Graziani (Éditeur scientifique), Correspondance, vol. 5, A. Piazzola, dl 2011 (ISBN 978-2-36479-003-2, lire en ligne)
- Pasquale Paoli et Antoine-Marie Graziani (Éditeur scientifique), Correspondance, vol. 6, Éditions Alain Piazzola, dl 2015, cop. 2015 (ISBN 978-2-36479-039-1, lire en ligne)
- Pasquale Paoli et Antoine-Marie Graziani (Éditeur scientifique), Correspondance: 1764-1765, vol. 7, Éditions Alain Piazzola, 2018 (ISBN 978-2-36479-096-4, lire en ligne)
- Pasquale Paoli et Antoine-Marie Graziani (Éditeur scientifique), Correspondance, vol. 8, Éditions Alain Piazzola, 2024 (ISBN 978-2-36479-184-8, lire en ligne)
- James Boswell, Pasquale Paoli, Francis Beretti (Éditeur scientifique) et Graziani (Éditeur scientifique) (trad. Laurence Blow), Correspondance: 1780-1795, A. Piazzola, dl 2008 (ISBN 978-2-915410-57-0, lire en ligne)